# Johann Christian Degener

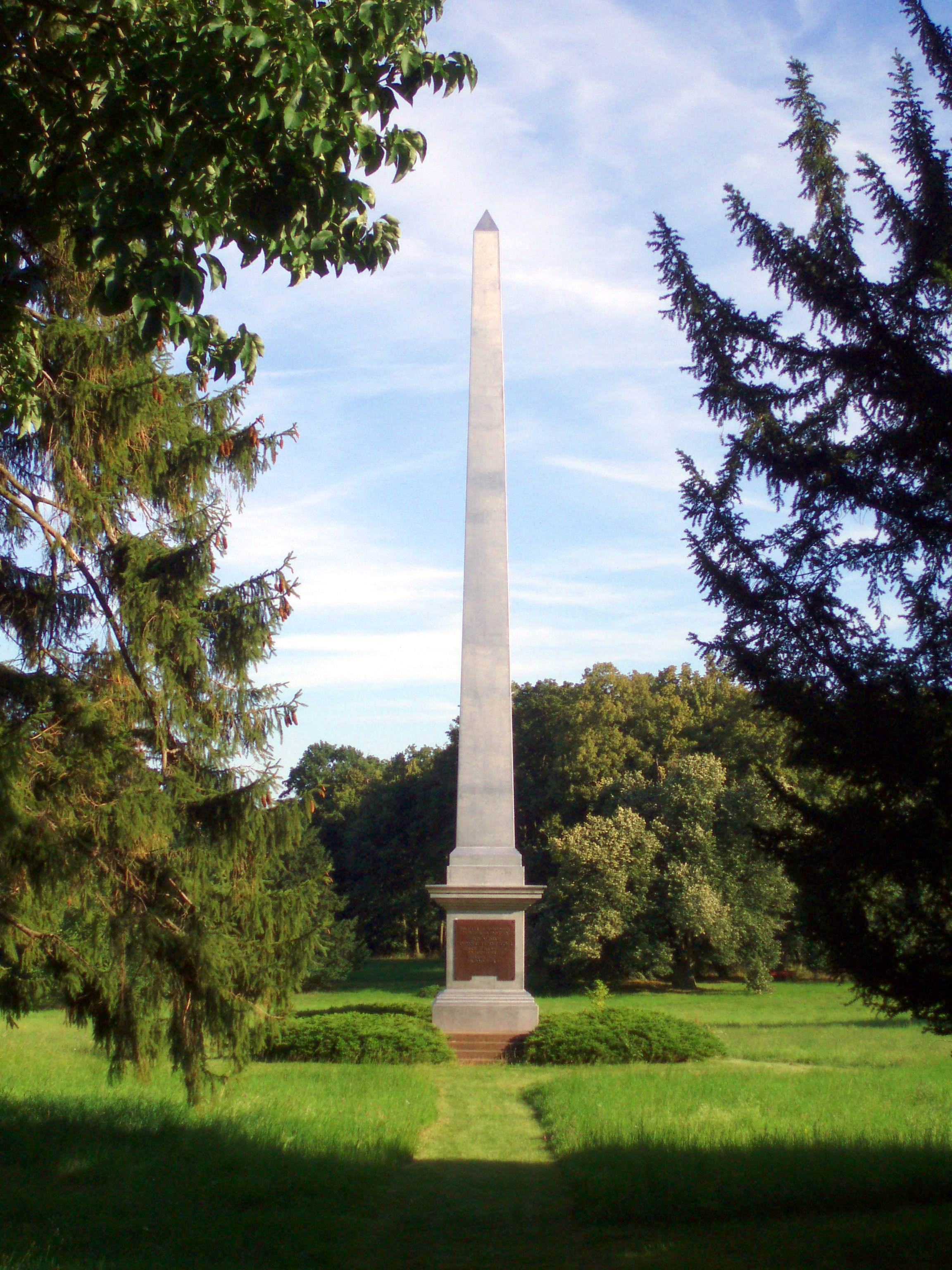
Landschaftspark Degenershausen

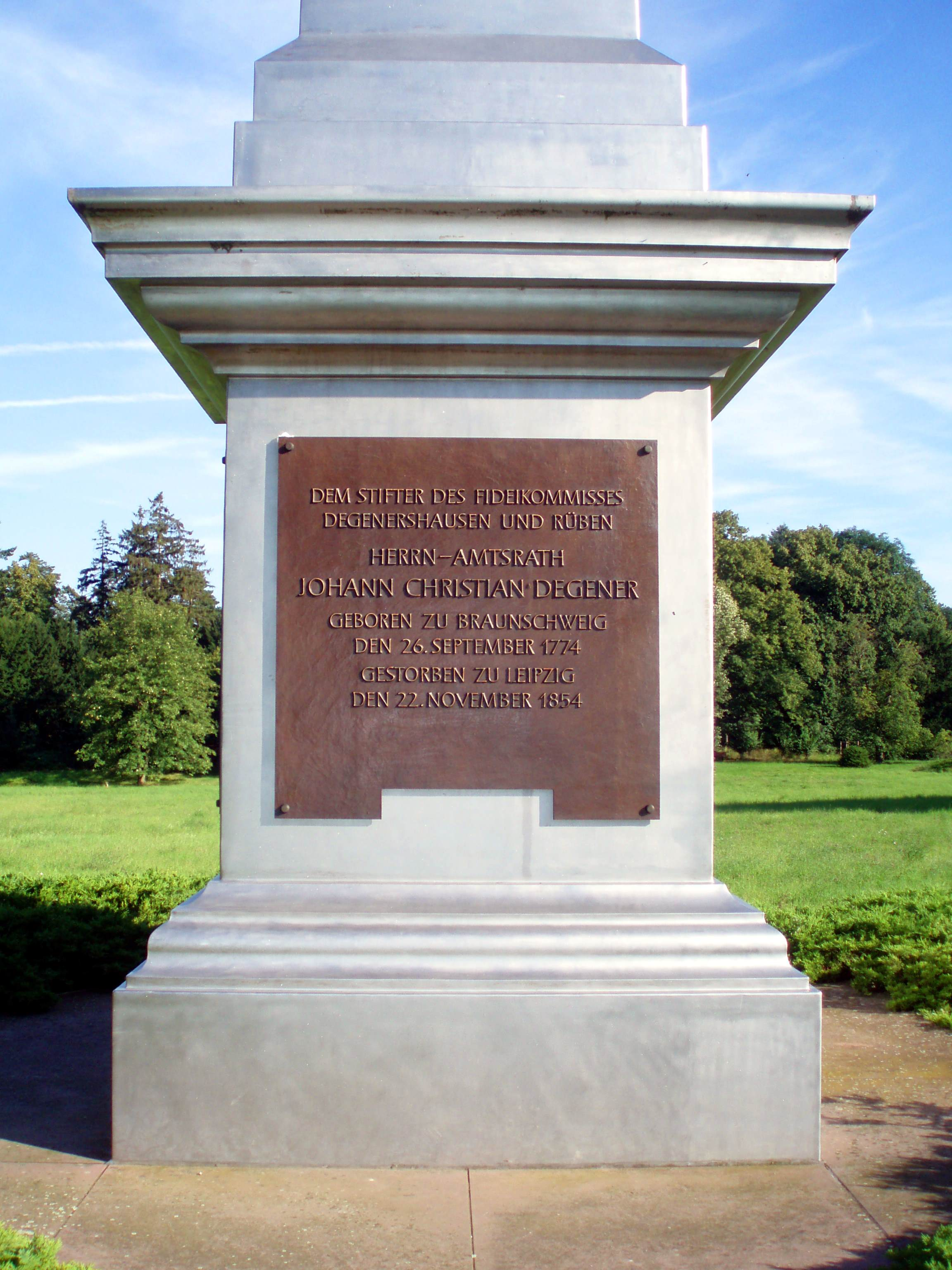
Erinnerungssäule an Degener

Johann Christian Degener (* 26. September 1774 in Braunschweig; † 22. November 1854 in Leipzig) war braunschweigischer Amtsrat und Gründer von Degenershausen im Harz. Ihm zu Ehren wurde 1859 im Landschaftspark Degenershausen ein Obelisk errichtet, der 1993 erneuert wurde. Der Textinhalt ist basierend auf Grundlage des somit gebildeten Gutsbezirk Degenershausen einen Familienfideikommiss zu stiften, 20. November 1854. Als Auflage galt der Namensführung den Zusatz Degener beizufügen und damit diesen zu erhalten.
Degener erwarb vormals 1834 ein Grundstück zwischen Neuplatendorf und der Burg Falkenstein (Harz) und schenkte es seiner Tochter zur Hochzeit mit dem Kammerherrn Hans-Constantin von Bodenhausen. Er wiederum ließ im folgenden Jahr ein Herrenhaus (1986/87 abgerissen) mit Park errichten, der sein jetziges Aussehen im Stil eines englischen Landschaftsparks 1924 erhielt. Die Freiherren von Bodenhausen bildeten dann eine eigene Familienlinie von Bodenhausen-Degener.
Johann Christian Degener besaß auch das Rittergut Rüben in Sachsen, welches ebenso zum Fideikommiss Degenershausen gehörte. Die dortige Gerichtsbarkeit trat er frühzeitig an den Staat ab.